# Echinorhynchoides meyeri
Echinorhynchoides meyeri is een soort haakworm uit het geslacht Echinorhynchoides. De worm behoort tot de familie Echinorhynchidae. Echinorhynchoides moyeri werd in 1984 beschreven door Gupta & Naqvi.